# 埼玉学园大学
埼玉学园大学（日语：埼玉学園大学），是位于日本埼玉县川口市的一所私立大学，2001年建校。

## 历史
- 2001年创办，设有人文学部人文学科、经营学部经营学科。后增加幼儿发展学科及会计学科。
- 2010年设立研究生院，设经营学研究科。2013年同科加开博士后期课程。

## 组织机构

### 学部
- 人文学部
  - 人文学科
  - 少儿发展学科
  - 心理学科
- 经济经营学部
  - 经济经营学科

### 研究生院
- 经营学
- 心理学
- 少儿教育学

## 校区
- 埼玉县川口市木曾吕

## 关联学校
- 川口短期大学